# Lega Nazionale A 1967-1968
L'edizione 1967-1968 della Lega Nazionale A vide la vittoria finale dello Zurigo. 
Capocannoniere del torneo fu Fritz Künzli (Zurigo), con 28 reti.

## Stagione

### Novità
Dalla Lega Nazionale A 1966-1967 sono stati retrocessi in Lega Nazionale B il Winterthur e il Moutier, mentre dalla Lega Nazionale B 1966-1967 sono stati promossi il Lucerna e il Bellinzona.

## Squadre partecipanti
| Club              | Città             | Stadio                        | Stagione 1966-1967                                  |
| ----------------- | ----------------- | ----------------------------- | --------------------------------------------------- |
| Basilea           | Basilea           | St. Jakob Stadium             | 1º posto in Lega Nazionale A (Campione di Svizzera) |
| Bellinzona        | Bellinzona        | Stadio Comunale di Bellinzona | 2º posto in Lega Nazionale B (Neopromosso)          |
| Bienne            | Bienne            | Stadion Gurzelen              | 10º posto in Lega Nazionale A                       |
| Grasshoppers      | Zurigo            | Hardturm Stadion              | 4º posto in Lega Nazionale A                        |
| Grenchen          | Grenchen          | Stadion Brühl                 | 8º posto in Lega Nazionale A                        |
| La Chaux-de-Fonds | La Chaux-de-Fonds | Stade de la Charrière         | 12º posto in Lega Nazionale A                       |
| Losanna           | Losanna           | Stade de la Pontaise          | 10º posto in Lega Nazionale A                       |
| Lucerna           | Lucerna           | Stadion Allmend               | 1º posto in Lega Nazionale B (Neopromosso)          |
| Lugano            | Lugano            | Stadio comunale di Cornaredo  | 3º posto in Lega Nazionale A                        |
| Servette          | Ginevra           | Stade Charmilles              | 5º posto in Lega Nazionale A                        |
| Sion              | Sion              | Parc des Sports               | 5º posto in Lega Nazionale A                        |
| Young Boys        | Berna             | Wankdorfstadion               | 7º posto in Lega Nazionale A                        |
| Young Fellows     | Zurigo            | Stadio Letzigrund             | 8º posto in Lega Nazionale A                        |
| Zurigo            | Zurigo            | Stadio Letzigrund             | 2º posto in Lega Nazionale A                        |

## Classifica finale
|  | Pos. | Squadra           | Pt | G  | V  | N  | P  | GF | GS | DR  |
|  | ---- | ----------------- | -- | -- | -- | -- | -- | -- | -- | --- |
|  | 1.   | Zurigo            | 38 | 26 | 16 | 6  | 4  | 63 | 27 | +36 |
|  | 2.   | Grasshoppers      | 38 | 26 | 17 | 4  | 5  | 54 | 23 | +31 |
|  | 3.   | Lugano            | 38 | 26 | 17 | 4  | 5  | 53 | 30 | +23 |
|  | 4.   | Losanna           | 32 | 26 | 13 | 6  | 7  | 67 | 43 | +24 |
|  | 5.   | Basilea           | 31 | 26 | 13 | 5  | 8  | 49 | 33 | +16 |
|  | 6.   | Lucerna           | 28 | 26 | 12 | 4  | 10 | 51 | 58 | -7  |
|  | 7.   | Bienne            | 25 | 26 | 10 | 5  | 11 | 43 | 45 | -2  |
|  | 8.   | Young Boys        | 25 | 26 | 9  | 7  | 10 | 37 | 43 | -6  |
|  | 9.   | Sion              | 24 | 26 | 7  | 10 | 9  | 31 | 41 | -10 |
|  | 10.  | La Chaux-de-Fonds | 22 | 26 | 8  | 6  | 12 | 40 | 49 | -9  |
|  | 11.  | Servette          | 21 | 26 | 8  | 5  | 13 | 40 | 42 | -2  |
|  | 12.  | Bellinzona        | 21 | 26 | 8  | 5  | 13 | 26 | 40 | -14 |
|  | 13.  | Young Fellows     | 12 | 26 | 3  | 6  | 17 | 21 | 58 | -37 |
|  | 14.  | Grenchen          | 9  | 26 | 3  | 3  | 20 | 19 | 62 | -43 |

Legenda:
      Ammesse allo spareggio scudetto
      Qualificate in Coppa delle Fiere 1968-1969
      Retrocesse in Lega Nazionale B 1968-1969.
Note:

Due punti a vittoria, uno a pareggio, zero a sconfitta.

## Spareggio scudetto
|  | Pos. | Squadra      | Pt | G | V | N | P | GF | GS | DR |
|  | ---- | ------------ | -- | - | - | - | - | -- | -- | -- |
|  | 1.   | Zurigo       | 4  | 2 | 2 | 0 | 0 | 4  | 0  | +4 |
|  | 2.   | Grasshoppers | 2  | 2 | 1 | 0 | 1 | 2  | 3  | -1 |
|  | 3.   | Lugano       | 0  | 2 | 0 | 0 | 2 | 1  | 4  | -3 |

Legenda:
      Campione di Svizzera e qualificata in Coppa dei Campioni 1968-1969
      Vincitore della Coppa Svizzera 1967-1968 e qualificato in Coppa delle Coppe 1968-1969
      Qualificate in Coppa delle Fiere 1968-1969.
Note:

Due punti a vittoria, uno a pareggio, zero a sconfitta.

## Statistiche

### Classifica marcatori
| Gol |  |  | Giocatore        | Squadra      |
| --- |  |  | ---------------- | ------------ |
| 28  |  |  | Fritz Künzli     | Zurigo       |
| 18  |  |  | Vincenzo Brenna  | Lugano       |
| 16  |  |  | Rolf Blättler    | Grasshoppers |
| 14  |  |  | Ove Grahn        | Grasshoppers |
| 14  |  |  | Pierre Kerkhoffs | Losanna      |
| 13  |  |  | Winfried Richter | Lucerna      |
| 13  |  |  | Otto Luttrop     | Lugano       |
| 13  |  |  | Walter Müller    | Young Boys   |

## Verdetti finali
- Zurigo Campione di Svizzera 1967-1968 e qualificato alla Coppa dei Campioni 1968-1969.
- Lugano vincitore della Coppa Svizzera 1967-1968 e qualificato alla Coppa delle Coppe 1968-1969.
- Grasshoppers, Losanna e Basilea qualificati alla Coppa delle Fiere 1968-1969.
- Young Fellows Zurigo e Grenchen retrocesse in Lega Nazionale B.